# John Kerry

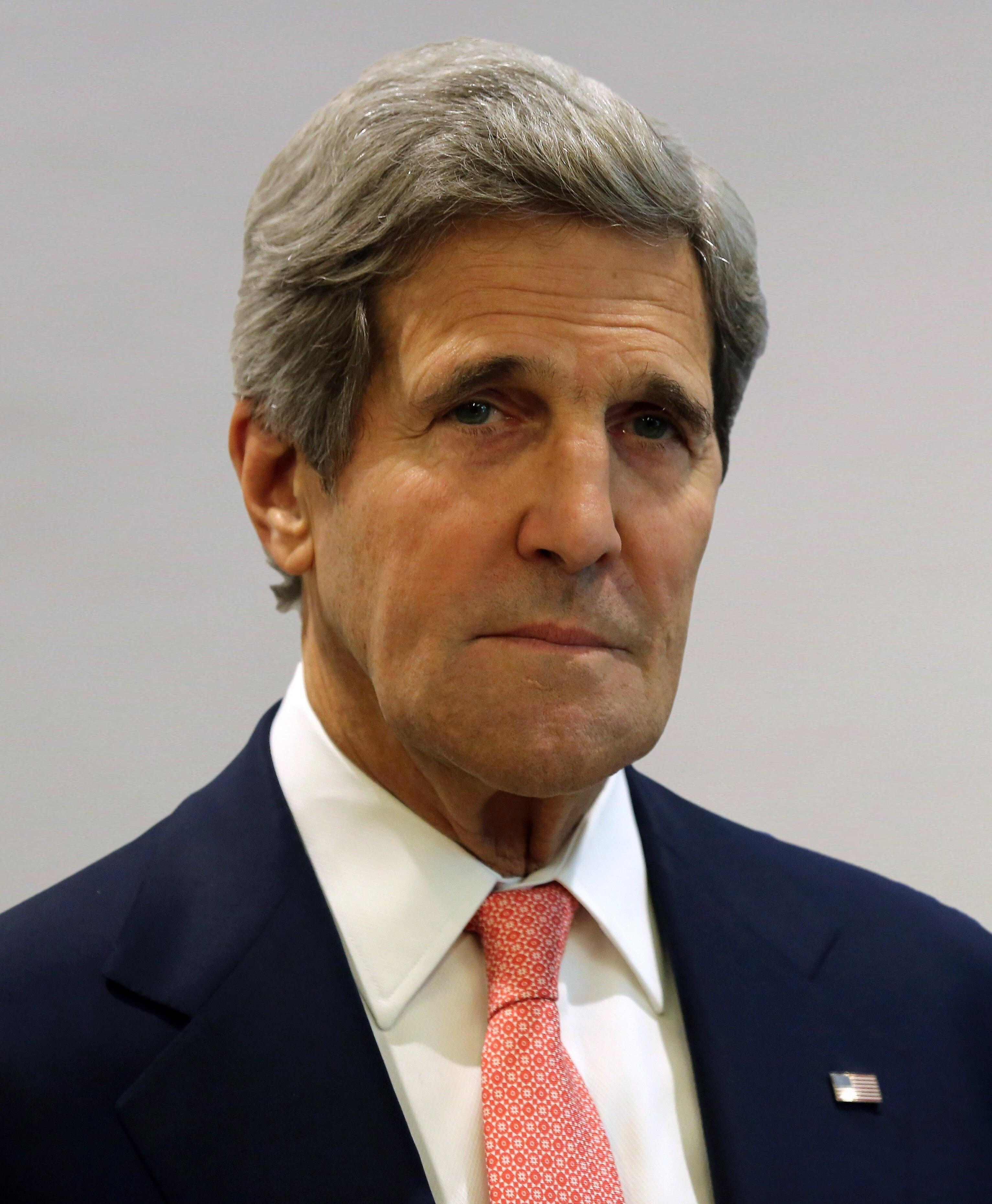
John Kerry (2021)

John Forbes Kerry (* 11. Dezember 1943 in Aurora, Colorado) ist ein US-amerikanischer Politiker der Demokratischen Partei. Vom 1. Februar 2013 bis zum 20. Januar 2017 war Kerry der 68. Außenminister der Vereinigten Staaten. Zuvor gehörte er ab 1985 für Massachusetts dem Senat der Vereinigten Staaten an und war ab 2009 Vorsitzender des Senatsausschusses für Außenbeziehungen. 2004 unterlag Kerry als Kandidat der Demokraten bei der US-Präsidentschaftswahl dem damaligen Amtsinhaber George W. Bush. Unter Präsident Joe Biden war Kerry von dessen Amtsantritt im Januar 2021 bis März 2024 Sondergesandter des Präsidenten für das Klima.

## Leben

### Herkunft und Jugend
John Kerry kam 1943 als Sohn des US-Diplomaten Richard J. Kerry (1915–2000) und dessen Frau Rosemary Isabel Forbes (1913–2002) zur Welt. Seine Mutter entstammt dem „Ostküsten-Adel“ der Stadt Boston; die Familie seines Vaters stammt aus Bennisch im damaligen Österreichisch-Schlesien. Sein Großvater Fritz Kohn (1873–1921) konvertierte 1901 vom Judentum zum Katholizismus, änderte den Nachnamen von „Kohn“ in „Kerry“ und wanderte mit seiner Familie 1904 in die USA ein.
John Kerry hat zwei Schwestern, Margery (* 1941) und Diana (* 1947), sowie einen Bruder, Cameron Forbes Kerry (* 1950). Sein Vater Richard Kerry veröffentlichte 1990 das Buch Star Spangled Mirror, das sich kritisch mit der US-Außenpolitik im 20. Jahrhundert auseinandersetzt.
Aufgrund des Berufes seines Vaters verbrachte John Kerry einen Großteil seiner Jugend in Europa. Unter anderem lebte er zwischen 1954 und 1956 abwechselnd in Berlin und in dem Internat Institut Montana auf dem Zugerberg in der Schweiz. In dieser Zeit hat er Deutsch gelernt; ein wenig beherrscht er die Sprache immer noch. Außerdem spricht er fließend Französisch und durch einen Aufenthalt seines Vaters in Norwegen auch Norwegisch; zudem kann er etwas Italienisch.

### Familie

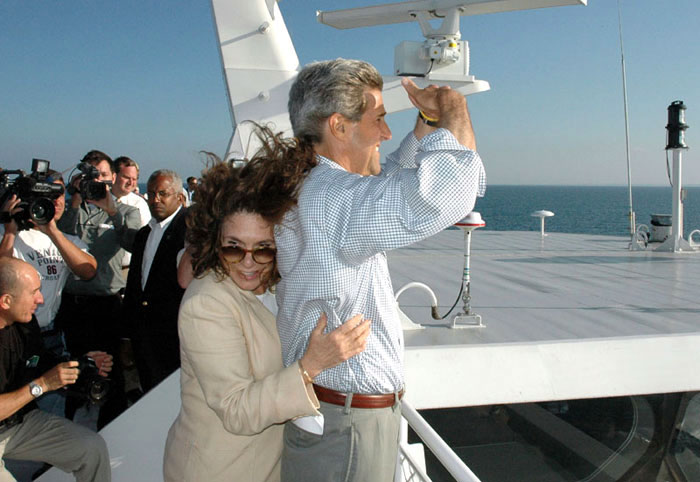
Teresa Heinz mit John Kerry

Am 23. Mai 1970 heiratete Kerry Julia Stimson Thorne (1944–2006), die Tochter des US-Diplomaten und Verlegers Landon Ketchum Thorne, Jr. und dessen Frau Alice Smith Barry. Aus der Ehe gingen zwei Töchter hervor: Alexandra Forbes Kerry (* 5. September 1973) und Vanessa Bradford Kerry (* 31. Dezember 1976). Die Ehe wurde 1988 geschieden; im April 2006 starb Julia, die sich als Autorin und Verlegerin einen Namen gemacht hatte, an Krebs.
Seit dem 26. Mai 1995 ist er in zweiter Ehe mit der fünf Jahre älteren Teresa Heinz verheiratet, der Witwe des republikanischen Senators Henry John Heinz III. Dieser war ein Erbe des Ketchupfabrikanten Henry John Heinz. Sie brachte drei Söhne mit in die Ehe. Ihr Vermögen wird auf ungefähr 500 Millionen bis eine Milliarde US-Dollar geschätzt. Die Beteiligung seiner Frau an der H. J. Heinz Company liegt jedoch unter vier Prozent.

### Ausbildung
Kerry absolvierte ein Studium der politischen Wissenschaften an der Yale University. Er ist Mitglied der studentischen Verbindung Skull & Bones. Kerry meldete sich 1966 freiwillig zum Dienst in der US Navy, wo er eine Offiziersausbildung absolvierte. In seiner Freizeit spielte Kerry Eishockey.
Nach seinem Einsatz im Vietnamkrieg begann Kerry 1973 Jura an der Boston College Law School zu studieren und erhielt 1976 den akademischen Grad Juris Doctor.

## Karriere

### Vietnamkrieg
Nach seinem ersten Einsatz 1968 auf der Fregatte USS Gridley (DLG-21) im Südchinesischen Meer meldete er sich freiwillig zur Verwendung im Vietnamkrieg und wurde im Februar 1969 Kommandant eines „swift boat“, eines schnellen Patrouillenboots. Er nahm mit dem ihm unterstellten „Swift Boat #94“ an zahlreichen militärischen Operationen teil; unter anderem wurde er mit dem Silver Star, dem Bronze Star und drei Purple Hearts (letztere für drei Verwundungen) ausgezeichnet. Bereits im April 1969 verließ er Vietnam wieder, seine aktive Dienstzeit endete 1970.
Noch heute befinden sich in seinem Oberschenkel Splitter von der Explosion einer Panzerfaust, die von einem Vietcong im Februar 1969 auf das Boot abgefeuert wurde. Kerry wurde mit dem Silver Star ausgezeichnet, als er nach Beschuss durch Raketen das Boot verließ, um den Schützen am Ufer zu stellen. 2017 besuchte Kerry in seiner letzten Reise als Außenminister noch einmal die Stelle, an der er den Schützen getötet hatte. Kerry unterhielt sich dort mit einem ehemaligen Vietcong, Vo Ban Tam, der an dem Gefecht teilgenommen hatte und den getöteten Raketenschützen als den damals 24-jährigen Vietcong Ba Thanh identifizierte.
Durch seinen Einsatz in Vietnam wurde Kerry zum Kriegsgegner. Er organisierte mehrere Demonstrationen gegen den Krieg, an denen vor allem Kriegsveteranen teilnahmen, und war Sprecher der Vietnam Veterans against War (VVAW). Um diese Demonstrationen zu finanzieren, nahm Kerry Spenden von reichen Kriegsgegnern entgegen. Als im Februar 2004 seine Chancen stiegen, Präsidentschaftskandidat der Demokraten zu werden, versuchten seine Gegner, diese Aktivitäten gegen ihn zu verwenden.
Kerry erlangte 1971 erstmals plötzliche Berühmtheit, als er nach seiner Rückkehr aus Vietnam am 22. April eine leidenschaftliche Rede gegen den Krieg hielt, in der er vor dem Senatsausschuss für auswärtige Beziehungen (United States Senate Committee on Foreign Relations) die US-Armee schwerer und systematischer Kriegsverbrechen beschuldigte, die von allen militärischen Ebenen begangen, geduldet oder sogar befohlen worden seien. Später musste er allerdings einräumen, nie selbst Zeuge solcher Kriegsverbrechen gewesen zu sein; etwa 50 angebliche Zeugen, die ihn auch bei der Ausschussanhörung begleitet hatten, konnten bei weiteren Befragungen ebenfalls keine genaueren Angaben zu Zeitpunkten, Orten oder Tätern dieser Ereignisse machen.
Einige der Mitglieder seiner damaligen Bootsbesatzung unterstützten John Kerrys Kandidatur für das Amt des Präsidenten und begleiteten ihn auf öffentlichen Auftritten; etwa 200 seiner ehemaligen Kameraden schlossen sich hingegen zu den Swift Boat Veterans for Truth zusammen. Sie warfen Kerry vor, falsche Angaben zu seinem Vietnameinsatz zu machen und einen Teil seiner Auszeichnungen zu Unrecht erhalten zu haben. Kerrys nunmehrige Kriegsgegnerschaft fassen sie zudem als „Verrat an den Kameraden“ auf.

### Frühe berufliche und politische Karriere
Bei den Kongresswahlen 1972 kandidierte Kerry erstmals für ein politisches Amt. Er bewarb sich um einen Sitz im US-Repräsentantenhaus für einen Wahlkreis in Massachusetts, unterlag aber seinem republikanischen Gegenkandidaten Paul W. Cronin.
Nach Beendigung seines Rechtsstudiums 1976 war er bis 1979 als Staatsanwalt in Massachusetts tätig. Kerry selbst sieht in dieser Berufserfahrung den Grund für seine pragmatische Einstellung zum Krieg gegen den Terror. 1979 eröffnete er mit einem Kollegen eine Rechtsanwaltskanzlei.
1982 zog es Kerry wieder in die Politik. Er bewarb sich um das Amt des Vizegouverneurs von Massachusetts und setzte sich in der Vorwahl der Demokraten knapp durch. Bei der Gouverneurswahl 1982 gewann das Team Dukakis/Kerry deutlich, und Kerry wurde Stellvertreter des Gouverneurs Michael Dukakis.
1992 spielte John Kerry in Folge 23 der 10. Staffel von „Cheers“ sich selbst.

### Senator für Massachusetts
Im November 1984 errang Kerry einen Sitz im Senat für den US-Staat Massachusetts und wurde im Januar 1985 vereidigt. In den Jahren 1990, 1996 (gegen den damaligen republikanischen Gouverneur von Massachusetts, Bill Weld), 2002 und 2008 wurde er wiedergewählt. Kerry wird von US-amerikanischen Kommentatoren oft als kleiner JFK bezeichnet. Nicht nur sind ihre Initialen gleich, auch war John F. Kennedy wie Kerry vor seinem Amtsantritt Senator für Massachusetts. Im Senat fiel Kerry vor allem durch seine Arbeit in Untersuchungskommissionen auf – insbesondere zur Iran-Contra-Affäre. Kerry arbeitete maßgeblich daran, die Aussöhnung zwischen den USA und dem ehemaligen Kriegsgegner Vietnam auf politischer Ebene in die Wege zu leiten. Er stimmte im Senat gegen den zweiten (von 1991), aber für den dritten Golfkrieg. Außerdem war er acht Jahre lang Mitglied des Geheimdienstausschusses des Senats. Seit dem 6. Januar 2009 hatte er als Nachfolger des zum US-Vizepräsidenten gewählten Joe Biden den Vorsitz im Ausschuss für Außenpolitik inne; zuvor stand er dem Ausschuss für kleine und mittlere Unternehmen vor. Ferner saß er unter anderem im Ausschuss für Handel, Wissenschaft und Verkehr sowie im Finanzausschuss.
Massachusetts gilt in der US-amerikanischen Politik als sehr liberaler, also im dortigen Sprachgebrauch als politisch linker Staat. Kerry ist für die Beschränkung des Rechts auf Waffenbesitz. Er setzt sich für die Rechte Homosexueller ein, lehnt aber eine Ehe zwischen ihnen ab. Kerry stimmte im Senat gegen das Gesetz zum Schutz der Ehe. Er war einer der sehr wenigen Senatoren, die sich für eine amerikanische Unterschrift unter das Kyoto-Protokoll einsetzten. Kerry ist Befürworter des Rechts auf Abtreibung. Er lehnt die Todesstrafe ab, außer bei terroristischen Akten, denn er habe selbst töten müssen, so Kerry.
Nach Kerrys Eintritt in das Kabinett Obama wurde eine Nachwahl um seinen Senatssitz nötig, bis zu der Mo Cowan als vom Gouverneur des Staates, Deval Patrick, ernannter Interimsnachfolger den Sitz innehatte. Die Nachwahl wurde schließlich von Ed Markey, einem langjährigen Abgeordneten der Demokraten im Repräsentantenhaus, gewonnen.

### Präsidentschaftskandidatur 2004

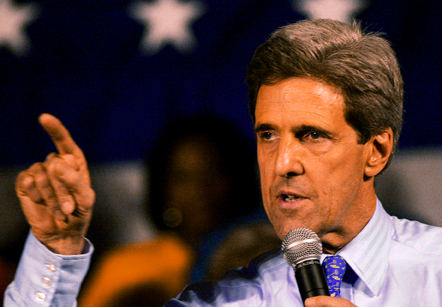
Kerry in St. Louis, 2004

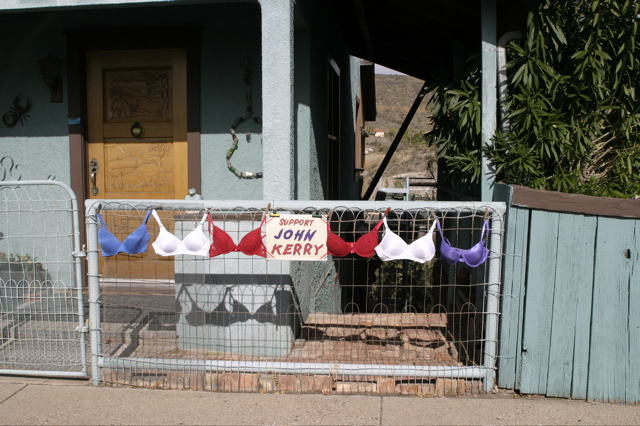
Unterstützung für John F. Kerry, 2004 in Arizona

Bei den Vorwahlen zu den US-Präsidentschaftswahlen 2004 galt Kerry im Gegensatz zu Howard Dean, der am 18. Februar 2004 seine Kandidatur auf Grund mangelnder Zustimmung in den ersten Vorwahlen wieder zurückzog, als gemäßigter Kandidat. Für ihn sprachen sowohl seine internationale Erfahrung als auch seine persönliche Reputation als aktiver Kriegsteilnehmer. Seine Gegner im Vorwahlkampf warfen ihm vor, umfangreiche Spenden von Großunternehmen kassiert zu haben.
Nach Kerrys Erfolg bei den Vorwahlen des Super Tuesday am 2. März 2004 galt seine Präsidentschaftskandidatur als sicher. Offiziell nominiert wurde der demokratische Kandidat auf einem nationalen Parteitag in Boston Ende Juli 2004. Am 6. Juli 2004 präsentierte John Kerry in Pittsburgh auf einer Wahlkampfveranstaltung John Edwards, damaliger US-Senator für North Carolina, als seinen Kandidaten für das Amt des Vizepräsidenten. Edwards war zuvor in der innerparteilichen Kandidatenkür sein schärfster Rivale gewesen.
Eine Umfrage zur Präsidentschaftswahl vom 7. März 2004 in Florida sah Kerry mit 49 % deutlich vor Bush, der lediglich 43 % Zustimmung erhielt.
Am 27. März 2004 wurde bekannt, dass bei einem Historiker Überwachungsprotokolle der US-Bundespolizei FBI über Aktivitäten Kerrys aus den 1970er Jahren gestohlen worden waren. Das FBI hatte den ehemaligen hoch dekorierten Vietnamkämpfer wegen seines späteren Engagements gegen den Krieg in Südostasien intensiv überwacht. Kerry selbst hatte zwar seine FBI-Akte bereits vor Jahren erhalten, doch die von dem Historiker in einem langwierigen Verfahren erstrittenen Dokumente waren mit etwa 20.000 Seiten weit umfangreicher als die Kerry bekannten.
Seinen Vorsprung gegenüber Bush konnte er bis zum Parteitag der Republikaner halten, geriet danach aber in Rückstand. Nach seinem ersten Fernsehduell mit Präsident Bush am 30. September 2004 sahen sämtliche Meinungsforschungsinstitute Kerry jedoch wieder deutlich im Aufwind. Auch in den beiden weiteren Rededuellen am 8. Oktober und am 13. Oktober 2004 konnte er jeweils überzeugen und Meinungsforscher sahen Kerry zwei weitere Male als Sieger.

#### Wahltag
Nach den Wahlen des 2. November war das für den Ausgang der Wahl ausschlaggebende Ergebnis im Bundesstaat Ohio noch lange nicht entschieden. Am 3. November zeichnete sich jedoch ab, dass Bush auch diesen Staat und somit die Wahl gewinnen würde. Im Ergebnis unterlag Kerry mit 48 % der Stimmen, während Bush 51 % der Stimmen auf sich vereinen konnte. Daraufhin gratulierte Kerry seinem Konkurrenten zum Sieg und forderte die USA auf, nun die Bitterkeiten der Wahlen hinter sich zu lassen.

#### Spenden für den Wahlkampf
Das Internet übte erstmals einen bedeutenden Einfluss auf den amerikanischen Wahlkampf aus: Dem Präsidentschaftskandidaten John Kerry gelang es, gleichermaßen Hunderttausende online zu mobilisieren und zu Kleinspenden zu animieren als auch Großspender aus Industrie und Wirtschaft zu gewinnen. In drei Monaten kamen über 100 Millionen US-Dollar zusammen. Insgesamt betrug die Spendensumme für John Kerrys Wahlkampf fast 160 Millionen US-Dollar.

#### Politisches Programm

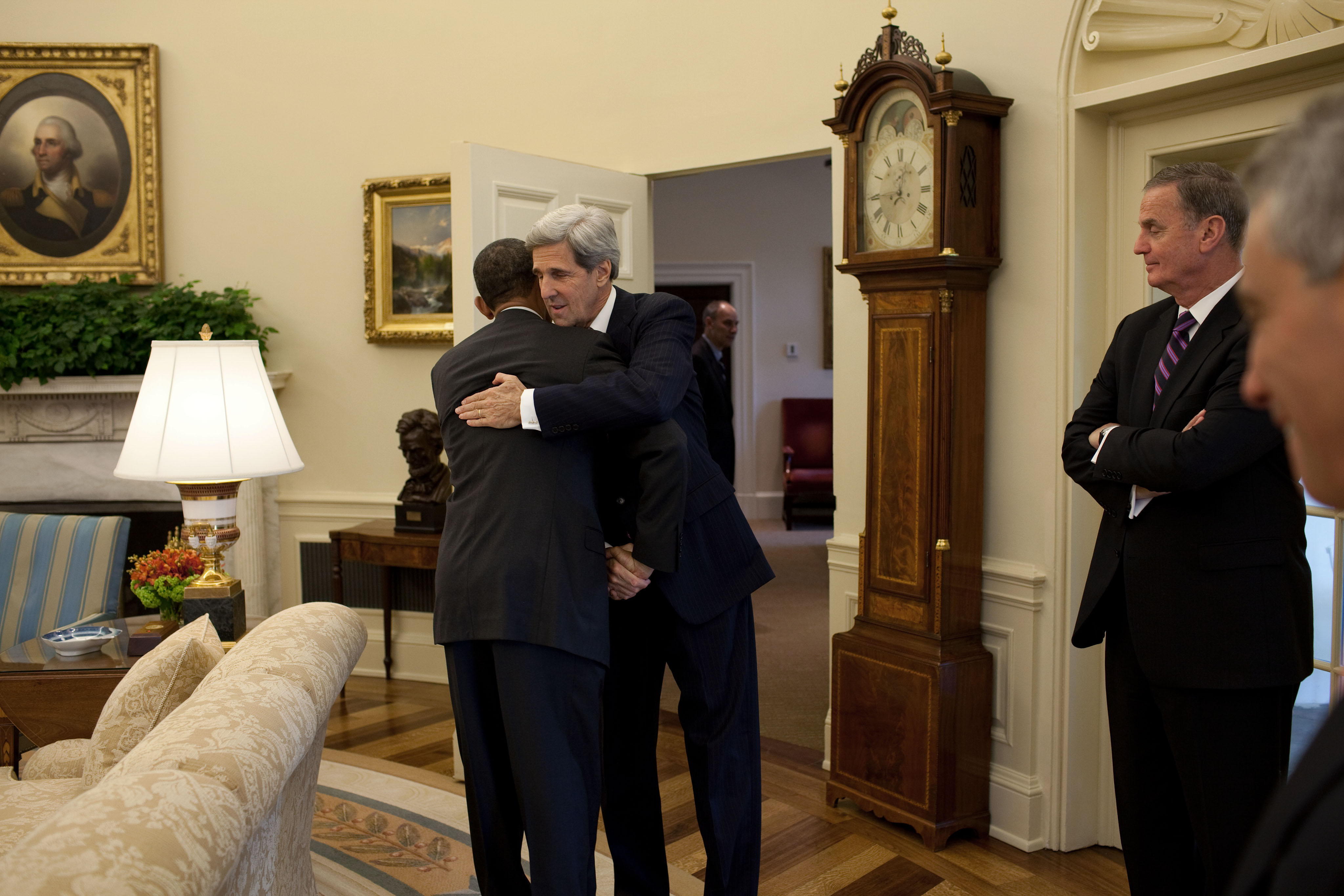
John Kerry umarmt Barack Obama nach seiner Rückkehr aus Afghanistan, 2009

Kerrys Ziel war es, die USA wieder verstärkt in multilaterale Gespräche einzubinden und die Staatengemeinschaft UNO stärker zu berücksichtigen; als Grundlage für militärische Einsätze benannte er unter anderem eine breite Unterstützung durch andere Staaten, den global test. Er forderte außerdem eine stärkere Beteiligung anderer Staaten an Wiederaufbau und Schutz des Irak. Nach der Ratifizierung des Kyoto-Protokolls durch Russland am 22. Oktober 2004 versprach Kerry die Ratifizierung durch die USA für den Fall seines Wahlsieges.
Des Weiteren wollte Kerry nach seiner Wahl zum Präsidenten die von George W. Bush durchgesetzten Steuersenkungen rückgängig machen und Ölbohrungen im Naturschutzgebiet von Alaska verhindern.

#### Verzicht auf erneute Kandidatur
Kerry erwog zunächst, sich für eine erneute Präsidentschaftskandidatur im Jahre 2008 zu bewerben, gab aber am 24. Januar 2007 seinen Verzicht darauf bekannt. Stattdessen erklärte er am 10. Januar 2008 seine Unterstützung für den Kandidaten Barack Obama.

### Magnitsky Act
Kerry zögerte die Verabschiedung des Magnitsky Act im US-Kongress auf vielfältige Art und Weise hinaus.

### Außenminister der Vereinigten Staaten

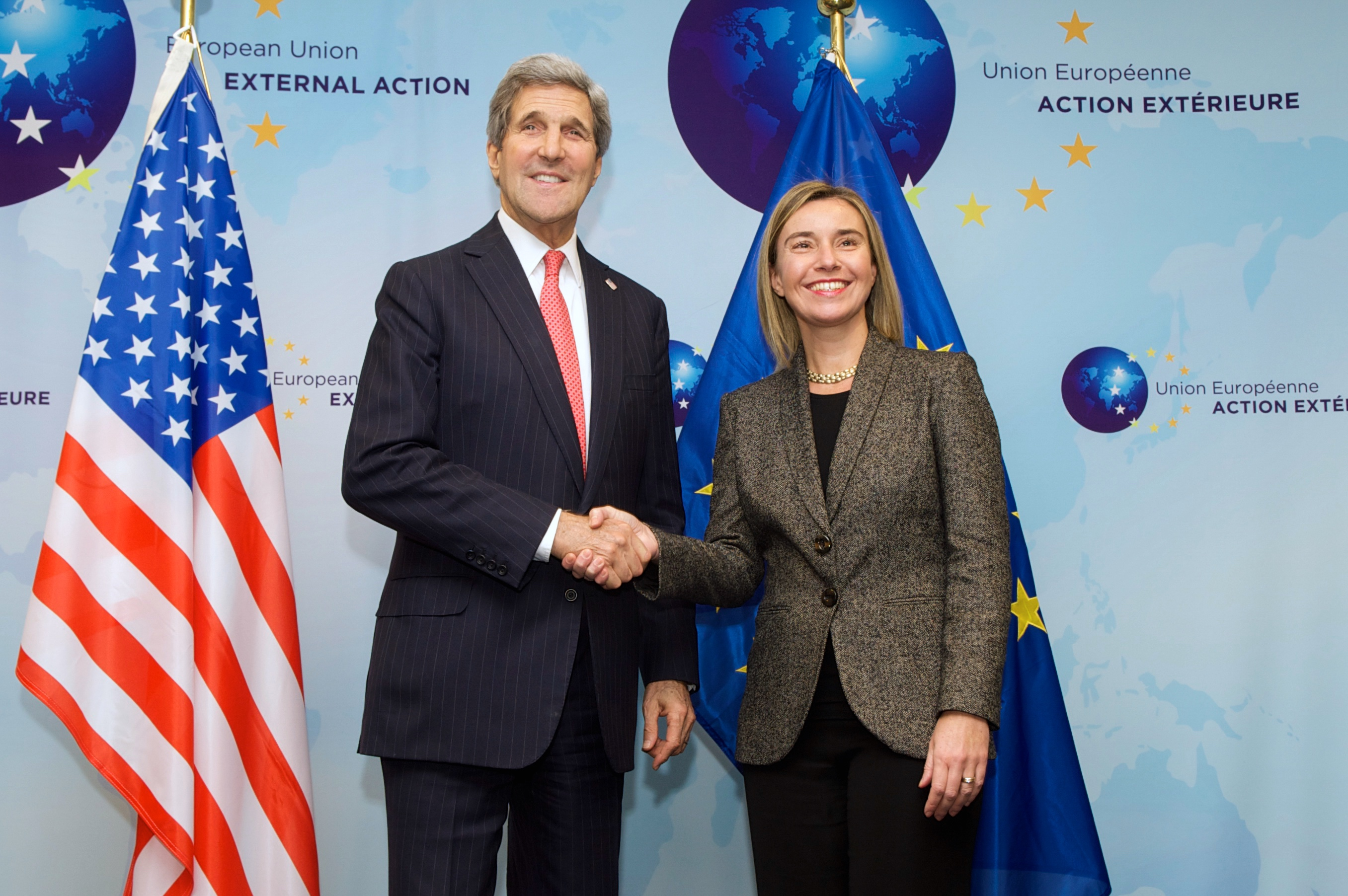
John Kerry und die EU-Außenbeauftragte Federica Mogherini, 2014

Im Dezember 2012 benannte US-Präsident Barack Obama Kerry als seinen Kandidaten für die Nachfolge Hillary Clintons als US-Außenminister. Die zuvor als Favoritin auf das Amt geltende Susan E. Rice, damals UN-Botschafterin der USA, hatte nach Kritik an ihren Äußerungen zum Bengasi-Anschlag auf eine mögliche Nominierung verzichtet. Am 29. Januar 2013 bestätigte der Senat Kerrys Nominierung mit 94 zu drei Stimmen, nachdem sich zuvor bereits der Senatsausschuss für auswärtige Beziehungen einstimmig für ihn ausgesprochen hatte. Am 1. Februar 2013 wurde er als 68. Außenminister der Vereinigten Staaten vereidigt. Aufgrund seiner eigenen Kriegserlebnisse gilt Kerry als Gegner militärischer Gewalt.
In Kerrys Amtszeit unterstützten die USA die Rebellen im Bürgerkrieg in Syrien zunächst nicht militärisch, sondern nur finanziell. Nach dem Giftgaseinsatz in der Region Ghuta war Kerry von der Schuld des Präsidenten Baschar al-Assad überzeugt und forderte eine Militärintervention. Ebenso verglich er Assad mit Adolf Hitler und Saddam Hussein. Bei seinem Amtsbesuch in der Türkei reagierte er empört, als Ministerpräsident Recep Tayyip Erdoğan Zionismus mit Faschismus gleichsetzte. Bei einem Besuch in Israel forderte Kerry einen Baustopp der Siedlungen in Bet El. Kerry lobte den Umsturz in Ägypten 2013 und bezeichnete diesen als „Wiederherstellung der Demokratie“. Während der Annexion der Krim durch Russland 2014 verurteilte Kerry Putins Intervention und drohte im März mit dem Ausschluss aus der G8.

### Sonderbeauftragter für Klimaschutz
US-Präsident Joe Biden ernannte John Kerry am 23. November 2020 zum Sonderbeauftragten für Klimaschutz (inoffizielle Bezeichnung: „Klima-Zar“). Die Funktion hat Kabinettsrang und ist mit einem Sitz im Nationalen Sicherheitsrat verbunden.
In dieser Funktion erläuterte Kerry anlässlich eines Treffens der Klima-, Energie-, und Wirtschaftsminister der G7-Staaten Ende Mai 2022 in Berlin gegenüber der Zeit die Politik der USA angesichts des russischen Angriffskriegs gegen die Ukraine seit dem 24. Februar 2022. Dieser Krieg erschwere die Klimaschutzanstrengungen durch den damit verbundenen gesteigerten CO2-Ausstoß – verursacht durch den enormen Benzinverbrauch von Panzern und durch explodierende Geschosse – erheblich. Den Ukrainern aber müsse „gegen diesen ungeheuerlichen kriminellen Angriff“ dauerhaft geholfen werden. Zugleich gelte es, Menschen überall auf der Welt vor den verheerenden Auswirkungen der Klimakrise zu schützen. Das sei auch möglich: „Wir haben das Können, und wir haben das Geld, die Welt ist reich genug. Wir müssen unsere Ressourcen nur richtig einsetzen.“ Die Transformation gewinne an Schwung. 75 Prozent der in den USA neu an das Netz angeschlossenen Energiequellen seien erneuerbar. Auch Nuklearenergie, wo verfügbar, befürwortete Kerry. Die Einschätzung der Internationale Energieagentur, wonach die Erderwärmung auf 1,8 Grad Celsius begrenzt werden könnte wenn alle Unterzeichnerstaaten alles umsetzten, worauf man sich beim UN-Klimagipfel im November 2021 in Glasgow geeinigt habe, nannte Kerry ermutigend. Die Verpflichtung von Glasgow umfasse Staaten, die für 65 Prozent des globalen Bruttosozialprodukts verantwortlich seien. Nun müsse man die anderen 35 Prozent, darunter China und Indonesien, zu mehr eigenen Anstrengungen bringen. Auf dem derzeitigen Pfad werde man „an 1,5 Grad und an 1,8 Grad und auch an 2 Grad einfach vorbeirasen. Wir müssen uns beeilen!“
Am 6. März 2024 beendete Kerry seine Arbeit als Sonderbeauftragter für Klimaschutz; sein Nachfolger war John Podesta.

## Auszeichnungen
- 2016: Großkreuz des Bundesverdienstkreuzes[30]
- 2016: Grand officier de la Légion d’honneur[31]
- 2018: Otto-Hahn-Friedensmedaille der Deutschen Gesellschaft für die Vereinten Nationen, LV Berlin-Brandenburg e. V.
- 2024: Presidential Medal of Freedom

## Schriften (Auswahl)
- John Kerry: The new war. Simon & Schuster, New York, NY 1997, ISBN 0-684-81815-9 (englisch).
- John Kerry: A call to service. Viking, New York, NY 2003, ISBN 0-670-03260-3 (englisch).
- John Kerry, Teresa Heinz Kerry: This moment on earth. PublicAffairs; Perseus Running distributor, New York, NY, London 2007, ISBN 978-1-58648-431-6 (englisch).
- John Kerry: Every day is extra. Simon & Schuster, New York, NY 2018, ISBN 978-1-5011-7895-5 (englisch).